# Stor-Kälkvattnet
Stor-Kälkvattnet är en sjö i Bjurholms kommun i Ångermanland och ingår i Öreälvens huvudavrinningsområde. Sjön har en area på 0,103 kvadratkilometer och ligger 183 meter över havet. Stor-Kälkvattnet ligger i Öreälven Natura 2000-område. Vid provfiske har abborre, gers, gädda och mört fångats i sjön.

## Delavrinningsområde
Stor-Kälkvattnet ingår i det delavrinningsområde (709012-167176) som SMHI kallar för Utloppet av Stor-Kälkvattnet. Medelhöjden är 194 meter över havet och ytan är 1,66 kvadratkilometer. Det finns inga avrinningsområden uppströms utan avrinningsområdet är högsta punkten. Vattendraget som avvattnar avrinningsområdet har biflödesordning 3, vilket innebär att vattnet flödar genom totalt 3 vattendrag innan det når havet efter 64 kilometer. Avrinningsområdet består mestadels av skog (59 procent) och sankmarker (34 procent).